# Burmannia
Die Burmannia sind eine Pflanzengattung aus der Ordnung der Yamswurzelartigen (Dioscoreales) und mit rund 60 Arten die größte Gattung der Familie der Burmanniaceae. Die Gattung ist weltweit in den tropischen Zonen aller Kontinente vertreten, besonders viele Vertreter hat sie in Australasien.
Mehr als die Hälfte aller Arten sind Vollparasiten, die kein Chlorophyll mehr besitzen und zu ihrer Nährstoffversorgung auf Pilzen parasitieren (Mykoheterotrophie).

## Beschreibung und Ökologie

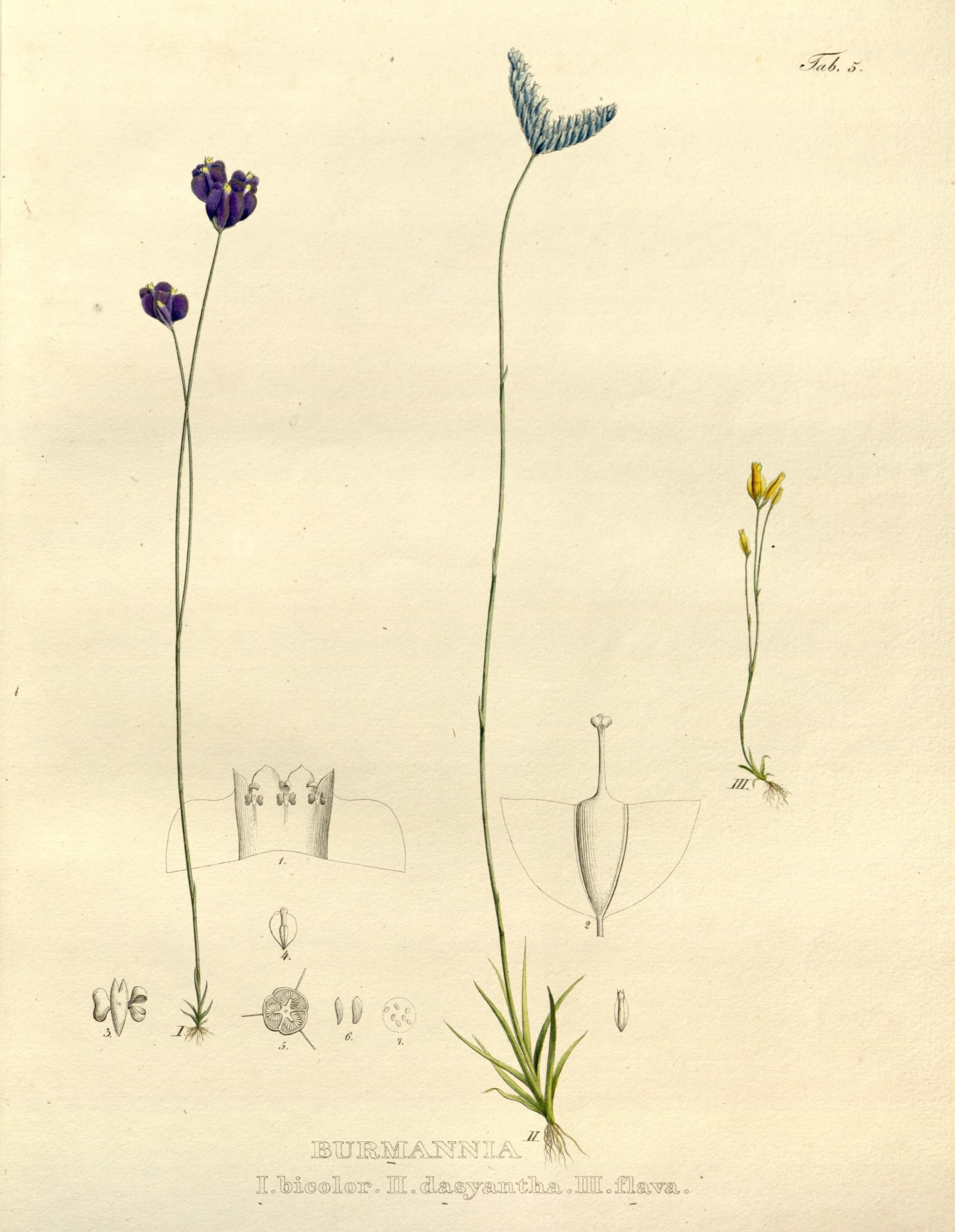
Illustration von 1. Burmannia bicolor, 2. Burmannia dasyantha, 3. Burmannia flava

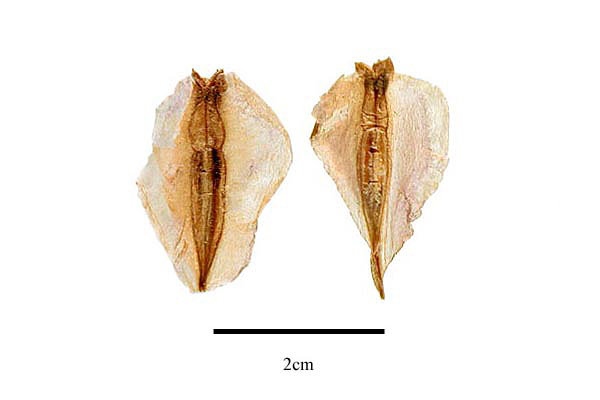
Samen von Burmannia bicolor

Die Arten der Gattung sind einjährige oder ausdauernde krautige Pflanzen. Sie erreichen meist Wuchshöhen zwischen 5 und 30 Zentimetern, einige Burmannia-Arten nur bis zu 2 Zentimeter, Höchstwerte sind 75 oder gar 100 Zentimeter (Burmannia disticha). Fast alle Arten wachsen terrestrisch; wenige Arten sind Epiphyten (Burmannia kalbreyeri, Burmannia longifolia).
Etwas über die Hälfte aller Arten der Gattung sind sogenannte mykoheterotrophe und chlorophylllose Pflanzen.
Die wechselständig angeordneten, ungestielten Blätter sind bei mykotrophen Arten zu kleinen Schuppenblättern reduziert, bei blattgrünen Arten sind sie bis zu 50 Zentimeter lang, linealisch bis lanzettlich und bilden eine Rosette am unteren Teil der Sprossachse.
Die Blütenstände sind bei einigen Burmannia-Arten kompakt aufgebaut. Die gestielten Blüten sind dreizählig und von variabler Färbung, häufig von blauer bis hellblauer Grundfarbe, daneben aber auch grünlich, gelb, weiß oder rosafarben.
Die Kapselfrüchte öffnen sich mit mehreren quer verlaufenden Schlitzen und enthalten viele winzige Samen, die bei den blattgrünen Arten durch Wind (Boleochorie), bei den mykoheterotrophen Arten durch Wasser verbreitet werden (Hydrochorie).

## Verbreitung
Die Burmannia-Arten sind weltweit in den tropischen Zonen aller Kontinente zu finden. Mannigfaltigkeitszentrum ist dabei Australasien mit 36 Arten (davon rund 20 mykotroph), hier reicht das Verbreitungsgebiet vom Himalayaraum (Indien, Nepal, Südchina) und Japan (Kyūshū) im Norden bis nach Australien im Süden. Das Verbreitungsgebiet der 19 Arten der Neuen Welt (1 mykotroph) reicht vom Süden der USA bis zum südöstlichen Brasilien. Die fünf afrikanischen Arten kommen vom Senegal über den Niger und den Tschad bis zum Sudan im Norden vor und reichen südwärts bis Südafrika und erreichen auch Madagaskar.
Blattgrüne Vertreter der Gattung finden sich meist in Grasland, mykotrophe Arten hingegen in Tiefland-Regenwäldern.

## Systematik

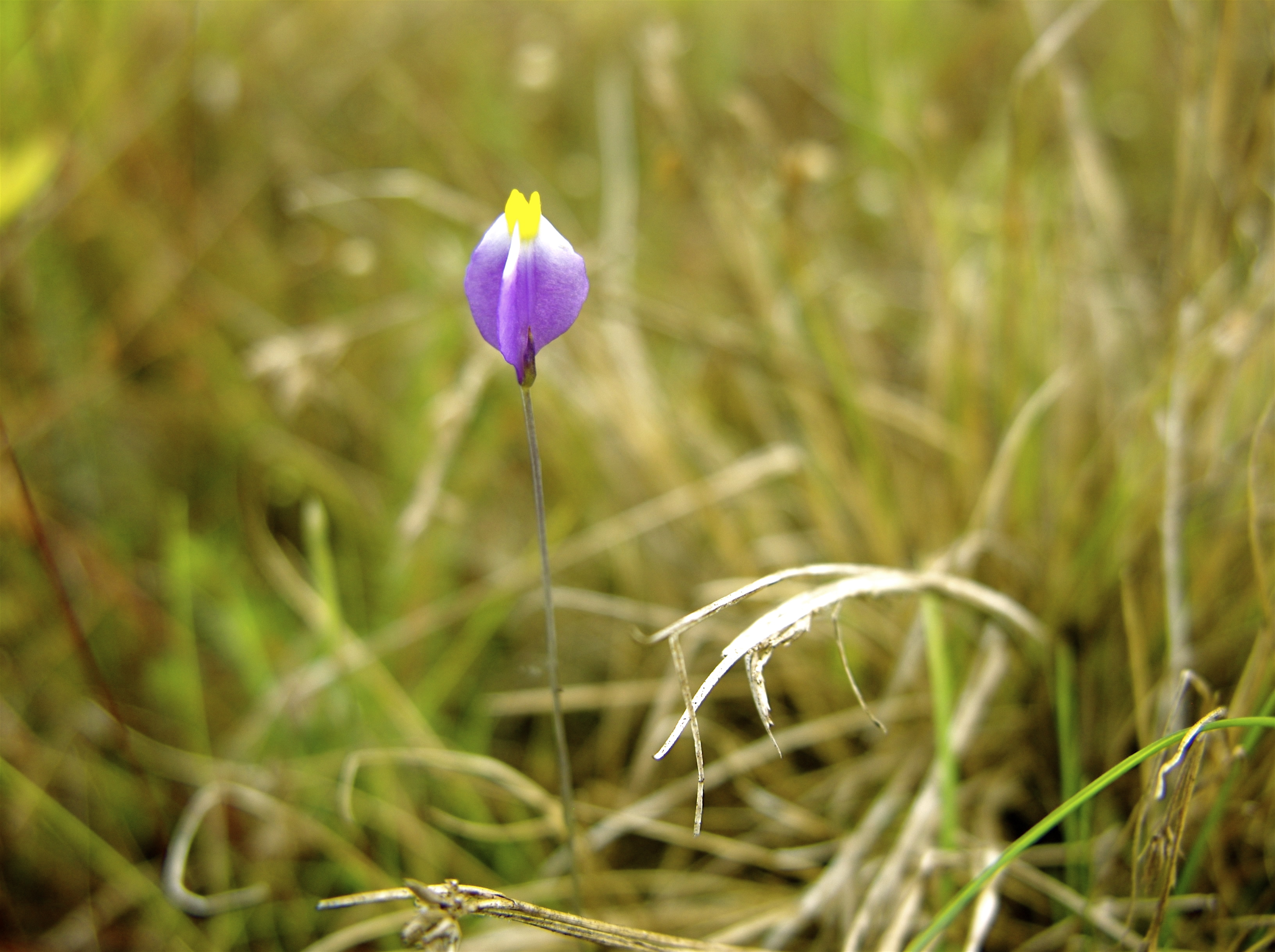
Burmannia bicolor in Guayana

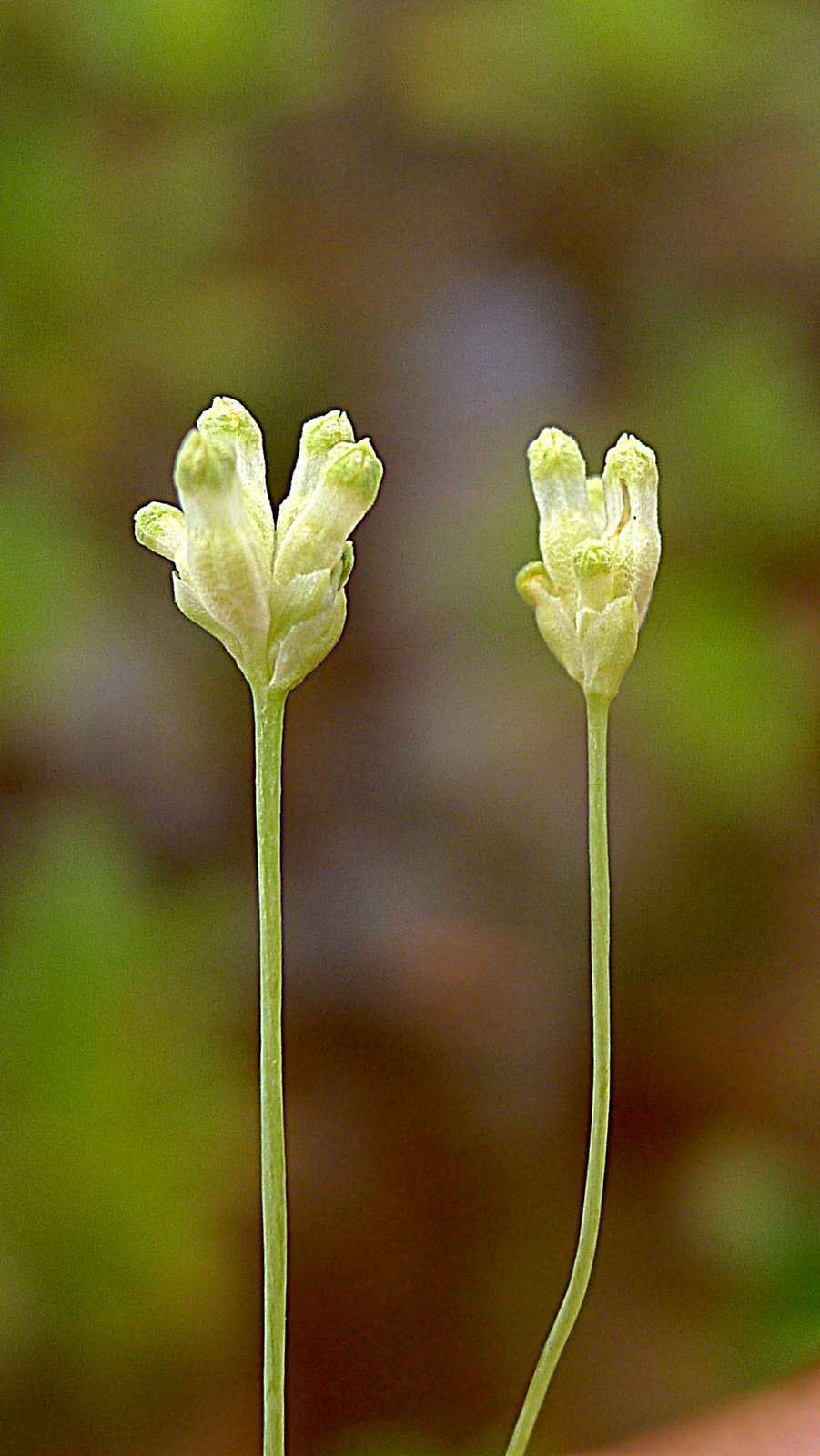
Burmannia capitata in Brasilien

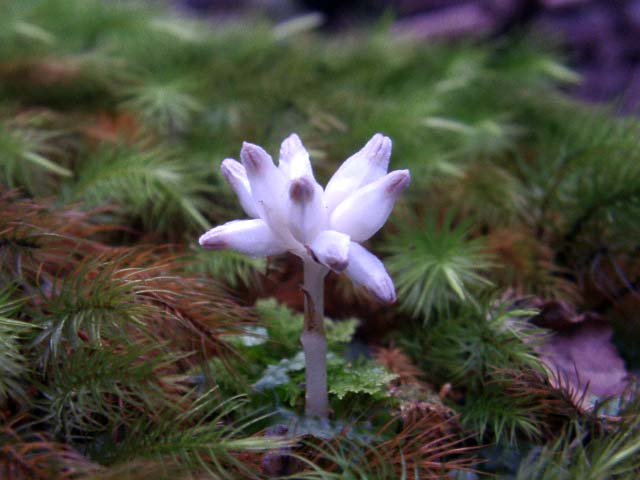
Burmannia championii

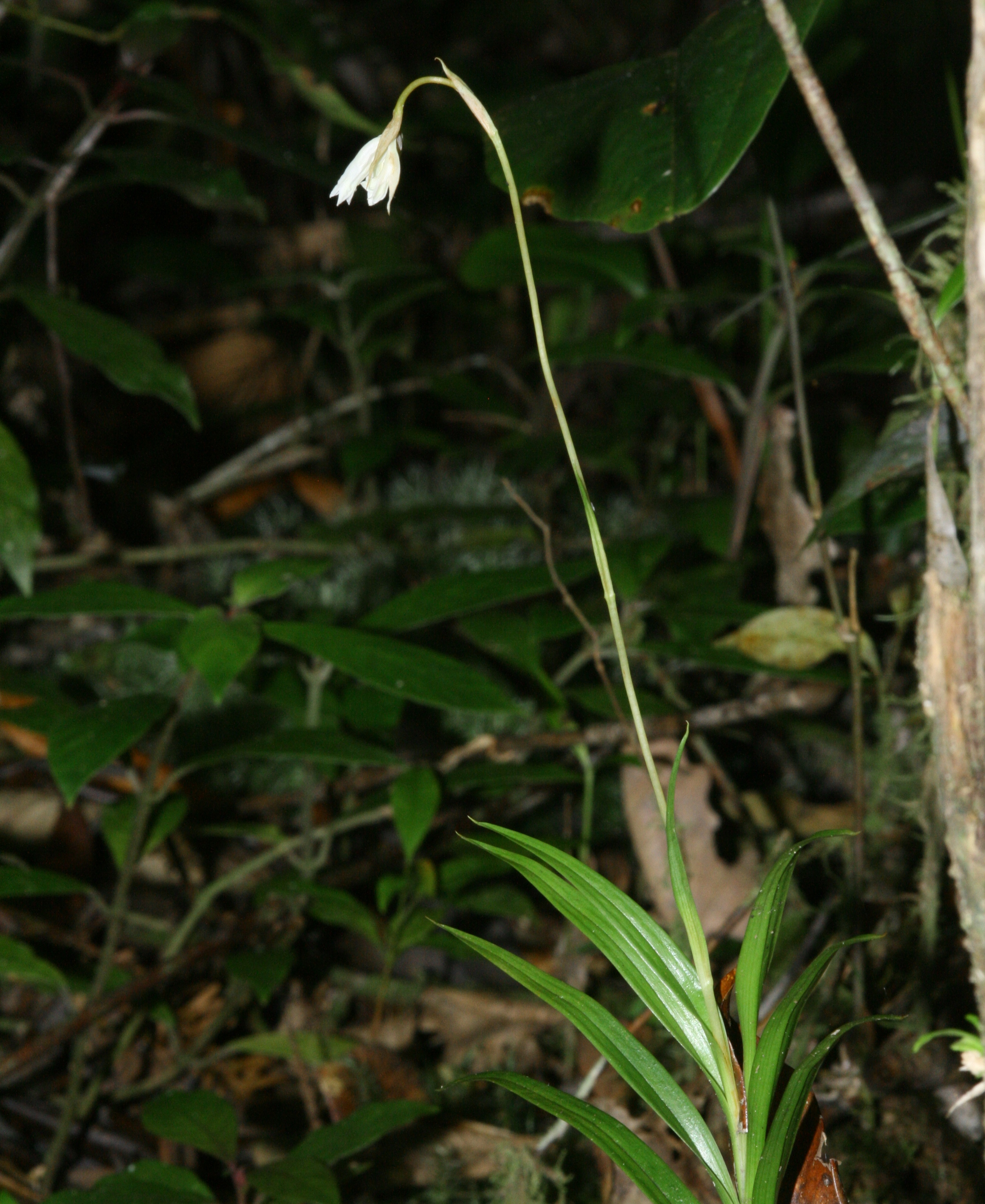
Burmannia longifolia in Sumatra

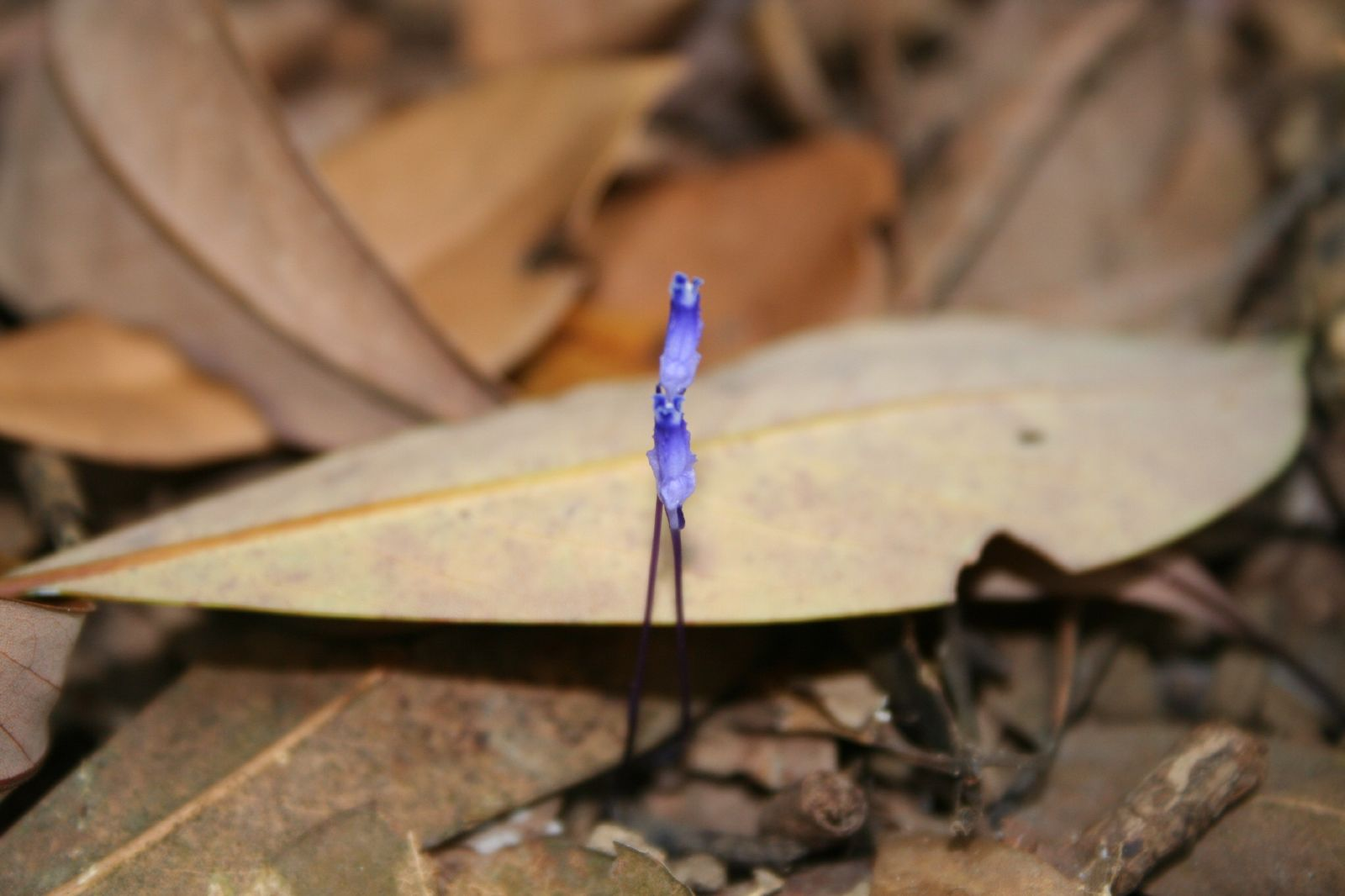
Burmannia wallichii in Hongkong

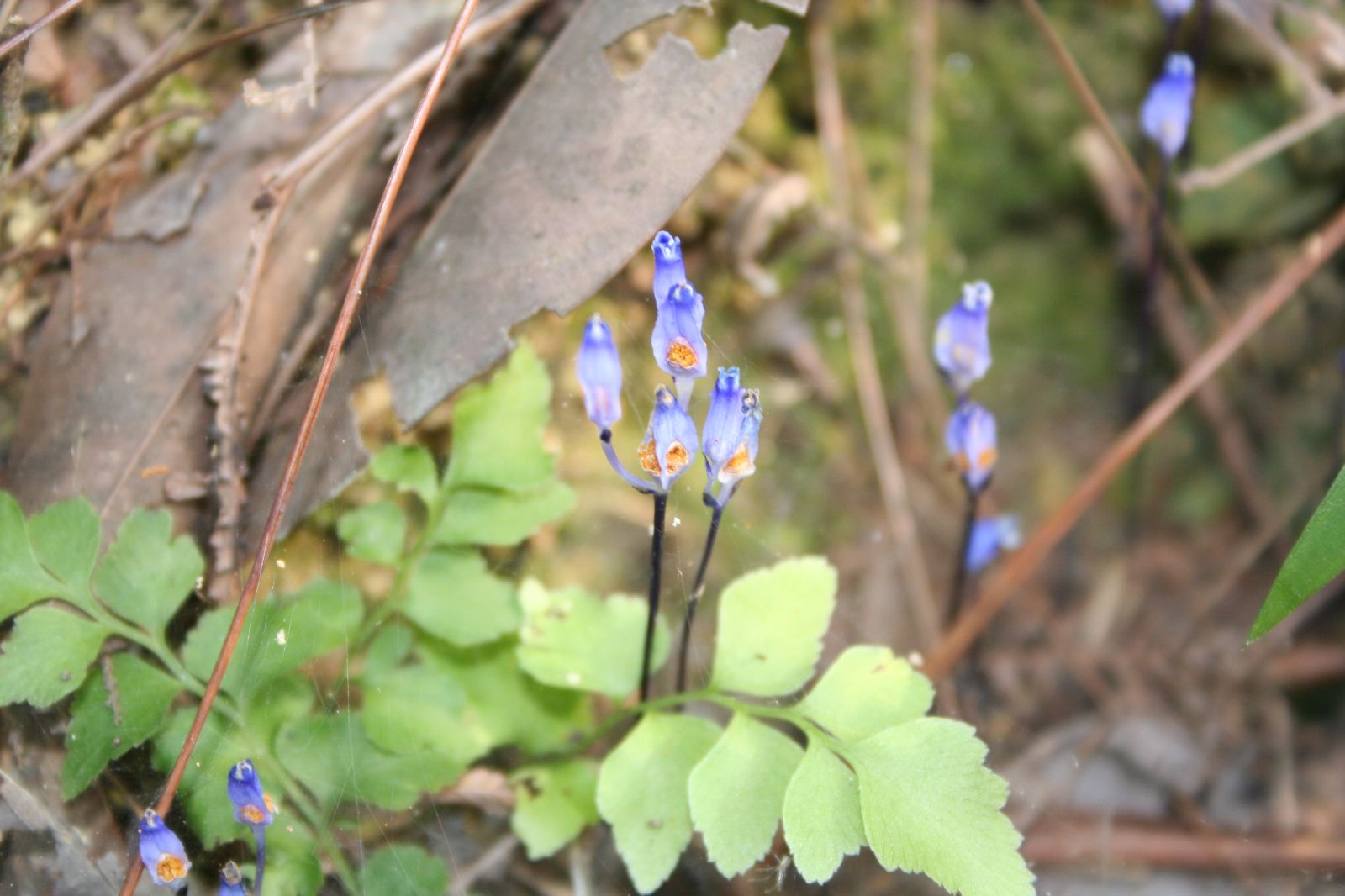
Burmannia wallichii in Hongkong

Die bereits vorlinneisch bekannte Gattung wurde 1753 von Carl von Linné validiert, Typusart ist Burmannia disticha. Der Gattungsname Burmannia ehrt den niederländischen Arzt und Botaniker Johannes Burman.
Linné kannte nur zwei Arten der Gattung (neben Burmannia disticha noch die nordamerikanische Burmannia biflora). Es werden in der Gattung Burmannia etwa sechzig Arten unterschieden:
- Burmannia alba Mart.: Östliches Bolivien bis Brasilien und Paraguay.[5]
- Burmannia aprica (Malme) Jonker: Südöstliches Brasilien.[5]
- Burmannia australis Malme: Bolivien, Brasilien und Paraguay.[5]
- Burmannia bengkuluensis Tsukaya & Darnaedi: Sumatra.[5]
- Burmannia bicolor Mart.: Kuba und tropisches Südamerika.[5]
- Burmannia bifaria J.J.Sm.: West-Java.[5]
- Burmannia biflora L.
- Burmannia candelabrum Gagnep.
- Burmannia candida Griff. ex Hook. f.: Bangladesch, Thailand, Myanmar und Sumatra.[5]
- Burmannia capitata (Walter ex J.F.Gmel.) Mart.: Tropisches und subtropisches Amerika.[5]
- Burmannia championii Thwaites: Tropisches Asien bis Japan.[5]
- Burmannia chinensis Gand.: Östliches Indien, südliches China, Thailand, Laos, Vietnam und früher auch auf den Nansei-Inseln.[5]
- Burmannia cochinchinensis Gagnep.
- Burmannia coelestis D.Don
- Burmannia coerulea Aver.: Vietnam.[5]
- Burmannia compacta Maas & H.Maas: Im venezolanischen Amazonasgebiet.[5]
- Burmannia connata Jonker
- Burmannia cryptopetala Makino
- Burmannia damazii Beauverd: Im zentralen und südöstlichen Brasilien.[5]
- Burmannia dasyantha Mart.: Im südöstlichen Kolumbien und südwestlichen Venezuela.[5]
- Burmannia disticha L.: Vom tropischen Asien bis ins südliche China und östliches Australien.[5]
- Burmannia engganensis Jonker: Enggano bei Sumatra.[5]
- Burmannia filamentosa D.X.Zhang & R.M.K.Saunders: Östliches Guangdong.[5]
- Burmannia flava Mart.: Im tropischen und subtropischen Amerika.[5]
- Burmannia foliosa Gleason: Südliches Venezuela.[5]
- Burmannia geelvinkiana Becc.
- Burmannia gracilis Ridl.
- Burmannia grandiflora Malme: Östliches Bolivien bis Brasilien und Kolumbien.[5]
- Burmannia hexaptera Schltr.: Kamerun bis Gabun.[5]
- Burmannia indica Jonker
- Burmannia itoana Makino
- Burmannia jonkeri Benthem & Maas: Brasilien.[5]
- Burmannia juncea Sol. ex R.Br.
- Burmannia kalbreyeri Oliv.: Costa Rica bis Peru und südliches Venezuela.[5]
- Burmannia larseniana D.X.Zhang & R.M.K.Saunders: Thailand.[5]
- Burmannia latialata Pobég.
- Burmannia ledermannii Jonker
- Burmannia longifolia Becc.
- Burmannia luteoalba Gagnep.
- Burmannia lutescens Becc.
- Burmannia madagascariensis Baker
- Burmannia malasica Jonker
- Burmannia micropetala Ridl.: Neuguinea.[5]
- Burmannia nepalensis (Miers) Hook. f.
- Burmannia oblonga Ridl.
- Burmannia polygaloides Schltr.: Südliches Venezuela bis zum westlichen und zentralen Brasilien.[5]
- Burmannia pusilla (Miers) Thwaites: Indien, Sri Lanka, Kambodscha und Vietnam.[5]
- Burmannia sanariapoana Steyerm.: Südöstliches Kolumbien bis südliches Venezuela.[5]
- Burmannia sphagnoides Becc.
- Burmannia steenisii Jonker
- Burmannia stricta Jonker
- Burmannia stuebelii Hieron. & Schltr.: Nördliches Peru.[5]
- Burmannia subcoelestis Gagnep.
- Burmannia tenella Benth.: Tropisches Südamerika.[5]
- Burmannia tenera (Malme) Jonker: Brasilien.[5]
- Burmannia tisserantii Schltr.: Zentralafrikanische Republik.[5]
- Burmannia unguiculata Aver.: Vietnam.[5]
- Burmannia vaupesiana Benthem & Maas: Kolumbien.[5]
- Burmannia wallichii (Miers) Hook. f.: Von Indien bis ins östliche China und Malaysia.[5]

## Nachweise
Fußnoten direkt hinter einer Aussage belegen diese einzelne Aussage, Fußnoten direkt hinter einem Satzzeichen den gesamten vorangehenden Satz. Fußnoten hinter einer Leerstelle beziehen sich auf den kompletten vorangegangenen Text.
1. ↑   J. H. Kirkbride Jr., C. R. Gunn, M.J. Dallwitz: Burmanniaceae. (Memento vom 19. Januar 2008 im Internet Archive) In: Family Guide for Fruits and Seeds, vers. 1.0, 2006, Zugriff: 12. August 2007
2. 1 2 3  Hiltje Maas-van de Kamer: Burmanniaceae. In: Klaus Kubitzki (Hrsg.): The Families and Genera of Vascular Plants, Volume 3, 1998 Berlin, ISBN 3-540-64060-6.
3. ↑  Dianxiang Zhang: Systematics of Burmannia L. (Burmanniaceae) in the Old World, S. 158, in: Hong Kong University Theses Online, Thesis (Ph.D.), University of Hong Kong, 1999, Online
4. 1 2  P. J. M. Maas, H. Maas-van de Kamer, J. van Bentham, H. C. M. Snelders, T. Rübsamen: Burmanniaceae, Flora Neotropica, Monogr. 42:1-189, 1986
5. 1 2 3 4 5 6 7 8 9 10 11 12 13 14 15 16 17 18 19 20 21 22 23 24 25 26 27 28 29 30 31 32 33 34 35 36  Burmannia. In: POWO = Plants of the World Online von Board of Trustees of the Royal Botanic Gardens, Kew: Kew Science, abgerufen am 23. Juni 2018.